# 叶寒冰
叶寒冰（1965年10月—），男，汉族，浙江三门人，中国共产党、中华人民共和国政治人物。中共中央黨校函授學院經濟管理專業、浙江大學-香港理工大學高級管理人員工商管理專業畢業，中央黨校碩士研究生學歷，高級管理人員工商管理碩士學位。曾任四川省人民政府副省长、四川省公安厅厅长，副總警監警衔。

## 生平
1982年8月參加工作，1985年10月加入中国共产党。1986年8月毕业于浙江省警察学校公安管理专业。
毕业后历任浙江省公安厅三处办事员、科员，浙江省公安厅办公室机要组秘书，浙江省公安厅三处副处长，浙江省公安厅治安总队总队长。
2004年6月至2009年3月，任中国共产党湖州市委员会常务委员会委员、浙江省湖州市公安局局长。
2009年3月至2012年1月，任中国共产党温州市委员会常务委员会委员、浙江省温州市公安局局长。
2012年1月至2014年6月，任浙江省公安厅副厅长、党委委员。（2010年10月至2012年11月，浙江大学-香港理工大学高级管理人员工商管理专业在职学习，获高级管理人员工商管理硕士学位）
2014年6月至2018年1月，任中共杭州市委常委、杭州市公安局局长。
2018年1月，任四川省人民政府副省长、党组成员。2018年2月，兼任四川省公安厅厅长、党委书记。2018年5月，兼任四川省委政法委副书记。
2025年5月21日，因涉嫌严重违纪违法，接受中央纪委国家监委纪律审查和监察调查；28日，四川省十四届人大常委会第十九次会议第二次全体会议决定免去其四川省人民政府副省长职务。